# 明石奈津子
明石奈津子（日語：明石 奈津子，1999年8月17日— ）是日本女藝人，為女子偶像團體NMB48 Team M前成員，大阪府出身。

## 經歴
2012年
- 12月23日，初次披露。

2015年
- 2月4日，在「NMB48 Arena Tour 2015 ～遠くにいても～」大阪城HALL的公演中，宣佈其昇格到Team N。

2019年
- 1月11日，在「AKB48歌唱力No1決定戦」[2]成功進入最後20強名單。

2020年
- 3月30日，在SHOWROOM直播中發表畢業。[3]。
- 6月28日，在NMB48劇場舉行畢業公演，正式從NMB48畢業[4]。

## 個人履歷
- 喜歡的食物是拉麵﹑蕎麥麵﹑中華冷麵、冷麵、烏冬
- 喜歡唱歌﹑打排球
- 特技是彈鋼琴

## 參與歌曲

### NMB48的CD單曲
|      | 發行日期      | 單曲名稱         | 參與歌曲名稱               | 名義             | 備註 |
| ---- | ------------- | ---------------- | -------------------------- | ---------------- | ---- |
| 7th  | 2013年6月19日 | 我們的發現       | 彩姐                       |                  |      |
| 8th  | 2013年10月2日 | 大蔥鴨們         | 太陽眼鏡和知心話           | 研究生           |      |
| 8th  | 2013年10月2日 | 大蔥鴨們         | 時間開始告白               |                  |      |
| 9rd  | 2014年3月26日 | 高山上的蘋果     | 整週全都是星期一的話也不錯 |                  |      |
| 9rd  | 2014年3月26日 | 高山上的蘋果     | 雨傘不需要                 |                  |      |
| 10th | 2014年11月5日 | 真不像我         | 瀝青的眼淚                 |                  |      |
| 11th | 2015年3月31日 | Don't look back! | 戀愛欺騙者                 | Team N           |      |
| 11th | 2015年3月31日 | Don't look back! | 尼采前輩                   | 難波鐵砲隊其之六 |      |
| 12th | 2015年7月15日 | 榴槤少年         | 生命的中心                 | Team N           |      |
| 12th | 2015年7月15日 | 榴槤少年         | 再見，踩到我後腳跟的人     | 難波鐵砲隊其之七 |      |
| 12th | 2015年7月15日 | 榴槤少年         | 毫無用處之人面具           |                  |      |

### NMB48的專輯
|     | 發行日期      | 單曲名稱                        | 參與歌曲名稱  | 名義   | 備註 |
| --- | ------------- | ------------------------------- | ------------- | ------ | ---- |
| 1st | 2013年2月27日 | 尖端頂點之上!                   | 尖端頂點之上! |        |      |
| 2nd | 2014年8月13日 | 世界的中心是大阪 ～難波自治區～ | 想像的詩人!   | 研究生 |      |

## 參與節目
- 明石奈津子プレゼンツ「なっつラーメン アカシシカシラン」#1 - #13
- AKB48歌唱力No1決定戦

## 外部連結
- NMB48個人介紹頁 （日語）
- NMB48官方部落格「明石奈津子」 （页面存档备份，存于） （日語）
- 明石奈津子的X（前Twitter）（日語）
- 明石奈津子的Instagram帳戶（日語）
- 明石奈津子的TikTok（日語）